# Pirâmide Curvada
A Pirâmide Curvada se localiza próxima a Dachur, no Egito. Segundo alguns arqueólogos, a pirâmide teria sido concluída às pressas, o que justifica o formato. O faraó Seneferu, não satisfeito com a obra, mandou erguer a Pirâmide Vermelha, alguns quilômetros ao norte.
Em cada uma das faces, na base, a pirâmide mede cerca de 190 metros, e 102 metros de altura. Essa pirâmide também é diferente das demais pelo fato de possuir duas entradas, uma na direção Norte e a outra na direção Oeste. É também uma das pirâmides mais bem conservadas no Egito, provavelmente devido ao modo como as pedras foram colocadas.

## Ligação externa
- "A Pirâmide Torta" - O Fascínio do Antigo Egito